# Christian Otto (Politiker, 1948)
Christian Otto (*  1948 in Limbach, Landkreis Chemnitz; † 4. August 2006 in Plau am See, Landkreis Parchim) war ein deutscher Politiker (PDS) und von Oktober 2004 bis zu seinem Tod Mitglied im Landtag Brandenburg.

## Leben und Beruf
Christian Otto absolvierte von 1965 bis 1967 eine Berufsausbildung zum Chemiefacharbeiter und diente dann drei Jahre bei der NVA. Ab 1970 studierte er bis 1973 Automatisierungstechnik an der Ingenieurschule für Bergbau und Energie „Ernst Thälmann“ in Senftenberg und schloss das Studium als MSR-Ingenieur ab. Von 1973 bis 1974 war er als Forschungsingenieur im VEB Preßstoffwerk Spremberg „Dr. Erani“ tätig.
Von 1974 bis 1989 war er in verschiedenen Funktionen im Parteiapparat der SED tätig. Zunächst studierte er an der Bezirksparteischule und wurde hier auch später Lehrer. Daran anschließend studierte er ab 1978 Gesellschaftswissenschaften an der Parteihochschule Karl Marx und schloss dieses Studium 1981 als Diplom-Gesellschaftswissenschaftler ab. Ab 1982 fungierte er als Mitarbeiter und Wirtschaftssekretär der SED-Kreisleitung im Kreis Forst.
Nach der Wende arbeitete er bis 1991 als hauptamtlicher Vorsitzender der SED-PDS Forst. Anschließend übte er bis 2004 verschiedene Tätigkeiten aus. Er war in dieser Zeit unter anderem Produktionsleiter und Fachberater im Hochbau.
Christian Otto war verheiratet und hatte zwei Kinder.

## Politik
Christian Otto war Mitglied der SED, seit 1989 der PDS und ab Juli 2005 der Linkspartei.PDS.
1990 wurde er Mitglied des Kreistages Spree-Neiße und ab 1998 gehörte er auch der Stadtverordnetenversammlung Forst (Lausitz) an.
2002 unterlag Otto in der Bürgermeister-Stichwahl Gerhard Reinfeld (CDU).
Bei der Landtagswahl 2004 wurde er im Landtagswahlkreis Spree-Neiße I direkt als Mitglied des Landtages Brandenburg der 4. Wahlperiode gewählt. Er war Mitglied des Ausschusses für Arbeit, Soziales, Gesundheit und Familie und des Ausschusses für Wirtschaft. Zudem war er arbeitsmarktpolitischer Sprecher seiner Fraktion.
Als er am 4. August 2006 nach Schlaganfällen verstarb, rückte Wolfgang Thiel für ihn in den Landtag nach.